# Catharina Kiers
Catharina Isabella Kiers (* 27. März 1839 in Amsterdam; † 13. Februar 1930 in Den Haag) war eine niederländische Malerin, Aquarellistin und Zeichnerin.

## Leben
Catharina Isabella Kiers wurde 1839 in Amsterdam als Tochter von Petrus Kiers und Elisabeth Alida Haanen geboren. Ihr Großvater war Casparis Haanen. Ihre Eltern waren Maler wie auch ihr Bruder George Lourens Kiers. Verheiratet war Kiers mit Cornelis Johannes Petri. Sie signierte ihre Werke mit C. Kiers, C.I. Kiers.
Bis 1858 arbeitete Kiers in Amsterdam, dann von 1854 bis 1882 in Assen. Dann zog sie zurück nach Amsterdam und blieb dort, bis sie 1895 nach Voorschoten zog. Von da ging es 1910 zunächst nach Den Haag, im selben Jahr nach Apeldoorn. Dort lebte sie bis 1917. Danach lebte sie bis zu ihrem Tod in Den Haag.

## Werk
Sie malte und zeichnete hauptsächlich Stillleben mit Blumen und Früchten. Zu ihren Schülerinnen zählte Henriëtte Addicks. Kiers war Mitglied von Arti et Amicitiae, mit der sie auch ausstellte, und nahm am Ausstellungsbasar von Vrouwelijke Nijverheid en Kunst 1871 in Delft und an einer Reihe von Ausstellungen teil.

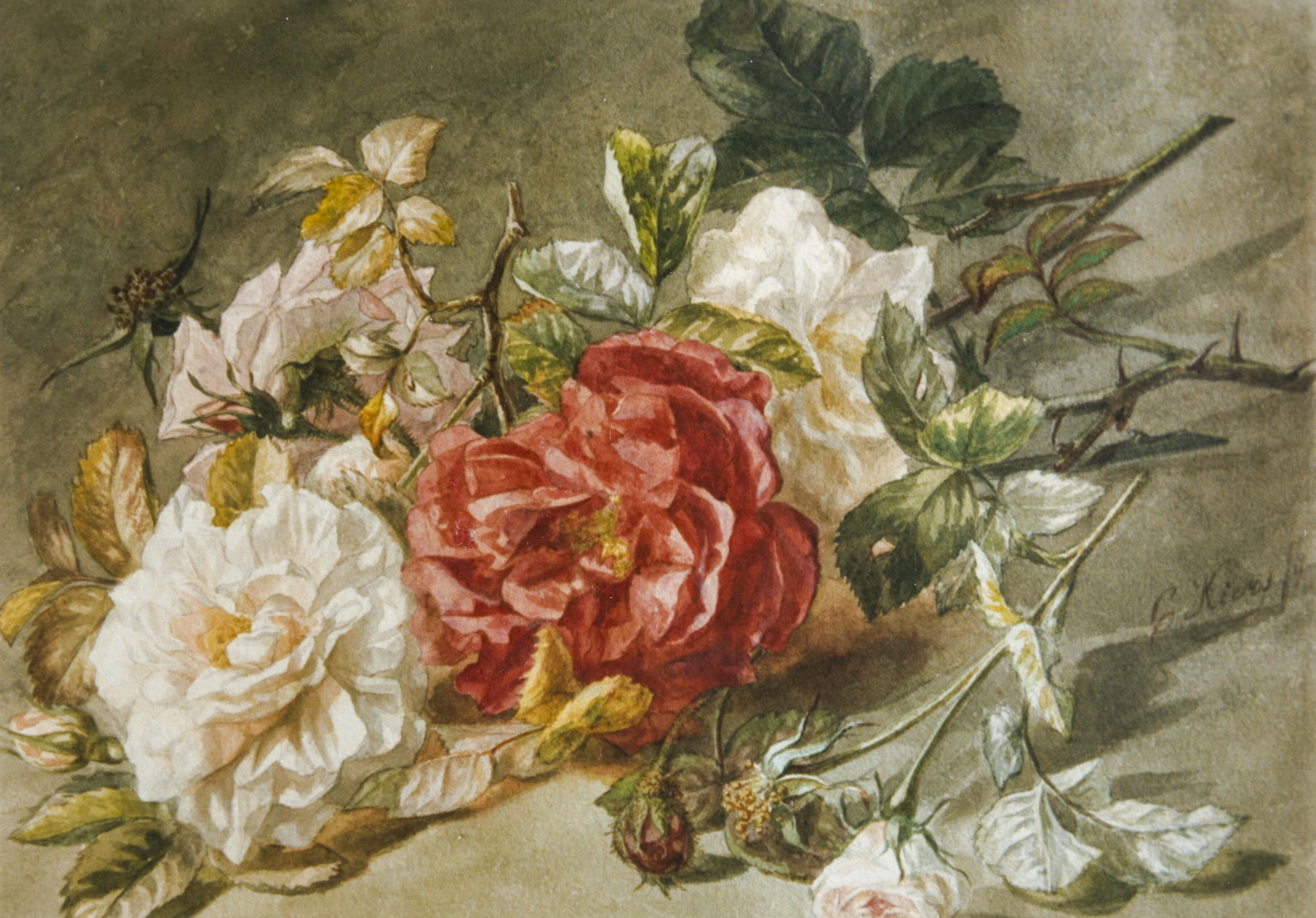
Blumenstillleben mit Rosen
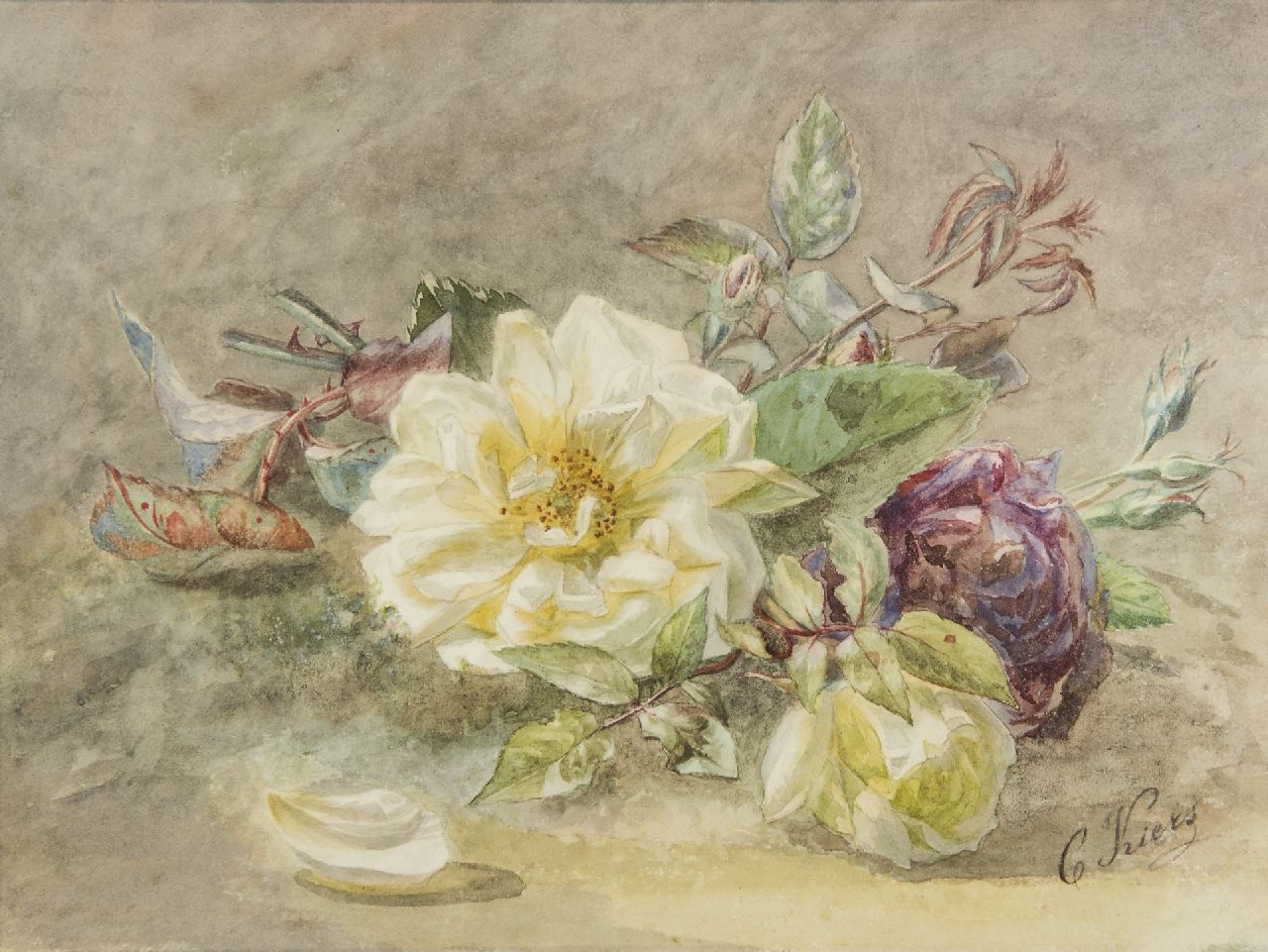
Rosenzweige